# Winkelsett
Winkelsett är en kommun och ort i Landkreis Oldenburg i förbundslandet Niedersachsen i Tyskland.
Kommunen ingår i kommunalförbundet Samtgemeinde Harpstedt tillsammans med ytterligare sju kommuner.